# میشائل هویپل
میشائل هویپل (آلمانی: Michael Häupl؛ زادهٔ ۱۴ سپتامبر ۱۹۴۹) یک سیاست‌مدار اهل اتریش است.